# Courage international
Courage international est une œuvre apostolique et un ministère d'origine américaine de l’Église catholique qui s'occupe de personnes « attirées par les personnes du même sexe » pour les encourager à vivre dans la chasteté, conformément à la doctrine de l’Église catholique sur l’homosexualité.
Courage international parraine également Encourage, une œuvre proposant un soutien aux familles et proches de personnes qui éprouvent une attirance homosexuelle.
Bien que ses responsables s'en défendent, elle est suspectée après enquête de pratiquer des sessions de réorientation sexuelle.

## Historique
Terence Cooke, cardinal-archevêque de New York, a conçu cette œuvre apostolique comme un « soutien spirituel » visant à aider les catholiques ayant une attirance homosexuelle à adhérer aux directives du Saint-Siège sur les comportements sexuels.
Le cardinal Cooke a invité le théologien moraliste, le père John Harvey, oblat de saint François de Sales, à venir à New York pour entreprendre cette œuvre Courage avec le père Benedict Groeschell, franciscain. La première réunion a eu lieu en septembre 1980.
Le fondateur de Courage international, le père John Harvey, considérait l'homosexualité comme « contre nature » — en conformité avec l'enseignement de la Bible par l'Église catholique, qui considère les actes homosexuels comme « intrinsèquement désordonnés » — et pensait que les homosexuels devaient se débarrasser de « leurs comportements obsessionnels compulsifs ». Il a déclaré dans une interview :

« L'adolescent peut aussi être capable de travailler graduellement à vaincre ou au moins à réduire les attirances homosexuelles avec l'aide d'un bon thérapeute et d'un directeur spirituel. […] C'est un long processus de soigner l'identité sexuelle. »

Des catholiques LGBT protestent régulièrement contre les positions et les actions de Courage international aux États-Unis. La directrice d'une association de catholiques LGBT, DignityUSA, a déclaré :

« Courage est vraiment problématique et très dangereux pour la santé spirituelle des gens. Et cela nous inquiète depuis pas mal d'années »

Un rapport publié par le Southern Poverty Law Center qualifie Courage international de groupe homophobe qui « diabolise l'homosexualité » et « pratique des thérapies » pour en guérir, citant des incidents remontant jusqu'à 1982, et ce malgré les dénégations officielles.
En France, un groupe s’est constitué à partir de septembre 2010, sous la dénomination de « Catho-Homo-Courage » puis « Courage France » présent à Toulon, Paris et Lyon. En 2016, trois associations (Ligue des Droits de l’Homme de Paray-le-Monial, Rainbow Chalon-sur-Saône et Solidarité Laïque 71) publient un communiqué pour dénoncer la tenue d'une session de Courage à Paray-le-Monial « comme homophobe et comme "provocation à la discrimination, à la haine ou à la violence homophobe" ».
En février 2018, l'association SOS homophobie dénonce l'organisation d'une réunion à Pau sur l'homosexualité animée par l'aumônier national de Courage en France; Louis Marie Guitton ,,. SOS homophobie saisit la Miviludes à ce sujet. Face aux accusations de certaines associations de faire des thérapies de guérison, l'aumônier de Courage en France, dans un entretien donné au journal La Croix, a déclaré :

« Parler de “thérapies de guérison” est un procès d’intention  : Courage n’en fait pas. Le principe de ses groupes de partage est extrêmement simple. Notre discours est en cohérence avec ce que dit l’Église, à savoir que nous devons accueillir les personnes tout en reconnaissant que les actes homosexuels sont désordonnés. »

Un article de Médiapart de 2022 pointe la participation de l’aumônier lors des festivals annuels du lycée Stanislas en 2017 et 2018.
Dans le livre d'enquête Dieu est amour : infiltrés parmi ceux qui veulent guérir les « homosexuels », les journalistes Jean-Loup Adénor et Timothée de Rauglaudre révèlent l'existence et la progression des « thérapies de guérison » sur le territoire français. Ils citent parmi les groupes qu'ils ont infiltré l'association Courage, antenne française de Courage international. Inspiré des Alcooliques anonymes, ce groupe veut inciter ses participants à l'abstinence sexuelle. Durant son infiltration, Jean-Loup Adénor découvre également que le groupe de parole est une porte d'entrée vers des accompagnements avec un prêtre ou une thérapeute plus clairement tournés vers la « restauration » de l'hétérosexualité. Les auteurs dévoilent les liens de Courage avec l'autre groupe principal des « thérapies de guérison » en France, Torrents de Vie, une association évangélique visant à « restaurer l'identité hétérosexuelle des homosexuels », mais aussi avec La Manif pour tous, comme l'explique Timothée de Rauglaudre : « Le groupe Courage, lui, s'est créé en 2015 dans le sillage de la Manif pour tous, et est à présent implanté dans trois diocèses. Le cofondateur de Courage en France, père Louis Marie Guitton, avait en effet des responsabilités dans la Manif pour tous. ». De plus, le livre indique que Philippe Ariño, soutien de la Manif pour tous, « est très actif dans les débuts de Courage France ».

## Objectifs
Les cinq objectifs de Courage international sont :
- vivre la chasteté en cohérence avec l’enseignement actuel de l’Église catholique sur l’homosexualité ;
- consacrer sa vie au Christ au travers du service du prochain, de lectures spirituelles, de prières, de méditations, d’une direction spirituelle individuelle, d'une réception fréquente de l'Eucharistie et du sacrement de pénitence ;
- encourager un esprit de camaraderie au sein duquel tous puissent partager leurs pensées et leurs expériences, de manière qu’aucun n’affronte seul les « problèmes » liés à l’homosexualité ;
- être conscient du fait que de chastes amitiés sont non seulement possibles, mais « nécessaires » pour un chrétien vivant la chasteté et que de tels liens permettent de réels encouragement mutuels ;
- vivre une vie qui puisse être un « bon exemple » pour d’autres[21].